# آژنیلکا کیرالی
آژنیلکا کیرالی (فرانسوی: Hajnalka Kiraly‎؛ زادهٔ ۲ مارس ۱۹۷۱) شمشیرباز اهل فرانسه است.